# 波卡佐韋 (多布羅韋利奇基夫卡區)
48°23′51″N 30°50′43″E / 48.39750°N 30.84528°E
波卡佐韋（烏克蘭語：Показове），是烏克蘭中部的村莊，隸屬基洛夫格勒州的新烏克蘭卡區。該村面積1.05平方公里，海拔高度109米，2001年人口159，人口密度每平方公里151.7人。